# Roberto Tyrrel
Roberto Tyrrel   (Ciutat de Panamà, 10 d'abril de 1936 - Ciutat de Panamà, 25 d'abril de 1999) fou un futbolista panameny de la dècada de 1960.
Fou internacional amb la selecció de Panamà.
Pel que fa a clubs, destacà a Alajuelense.